# Långsjön (Simonstorps socken, Östergötland)
Långsjön är en sjö i Norrköpings kommun i Östergötland och ingår i Kilaåns huvudavrinningsområde. Sjön har en area på 0,123 kvadratkilometer och ligger 79,2 meter över havet.

## Delavrinningsområde
Långsjön ingår i det delavrinningsområde (651802-153113) som SMHI kallar för Inloppet i Virlången. Medelhöjden är 91 meter över havet och ytan är 32,23 kvadratkilometer. Räknas de 2 avrinningsområdena uppströms in blir den ackumulerade arean 78,99 kvadratkilometer. Avrinningsområdets utflöde Kilaån mynnar i havet. Avrinningsområdet består mestadels av skog (92 procent). Avrinningsområdet har 1,25 kvadratkilometer vattenytor vilket ger det en sjöprocent på 3,9 procent.